# Voluntad
La voluntad es la actitud de decidir y ordenar la propia conducta. Propiedad que se expresa de forma consciente en el ser humano, para realizar algo con intención de un resultado.

## Marco introductorio
La palabra voluntad proviene del idioma latín voluntas, voluntātis (verbo volo = ‘querer’, y sufijo -tas, -tatis = ‘-dad’, ‘-idad’, en idioma español), y consiste en la capacidad de los seres humanos que les mueve a hacer cosas de manera intencionada. Es la facultad que permite al ser humano gobernar sus actos, decidir con libertad y optar por un tipo de comportamiento determinado. La voluntad es el poder de elección con la ayuda de la conciencia[cita requerida]
El actuar humano está orientado por todo aquello que aparece como la mejor opción, desde las actividades recreativas hasta el empeño por mejorar en el trabajo, sacar adelante a la familia o ser productivos y eficientes. La voluntad opera principalmente en dos sentidos:[cita requerida]
- De manera espontánea, debido a la motivación y al convencimiento de realizar ese algo, como el querer salir de los problemas, buscar una mejora en la propia vida, salir a pasear con alguien, iniciar una afición o un pasatiempo, organizar una reunión, asistir a un entrenamiento, etc.[cita requerida]
- De forma consciente, debido al esfuerzo u obligación a realizar determinadas cosas: terminar un informe a pesar del cansancio, estudiar una materia que no gusta o presenta dificultades, recoger las cosas que están fuera de su lugar, levantarse a pesar del sueño, etc. Todo esto representa un ejercicio de voluntad, porque se llega a la decisión de actuar contando con los inconvenientes.[cita requerida]

La voluntad es fundamental para el ser humano, pues le dota de capacidad para llevar a cabo acciones contrarias a las tendencias inmediatas del momento. Sin voluntad no se pueden lograr objetivos planeados. Es uno de los conceptos más difíciles y debatidos de la filosofía, especialmente cuando los filósofos investigan cuestiones como las que se refieren al libre albedrío.[cita requerida]
Existe la cuestión adicional de si puede simultáneamente observar lo que se desea hacer y además tener conocimiento de las razones por las que se elige hacer eso en lugar de otra cosa.[cita requerida] Las interrogantes más profundas sobre la existencia humana giran a menudo alrededor de las cuestiones sobre la voluntad.

## El concepto de voluntad en la filosofía
El racionalismo postergó el concepto de voluntad, que hasta Kant no vuelve a cobrar prestigio. En la filosofía contemporánea se presenta como valor fundamental como un apetito intelectual, o la capacidad de decisión propia a un ser dotado de inteligencia y capaz de autodeterminarse a sí mismo desde las ideas. La voluntad es la potencia del ser humano, que le mueve a hacer o no hacer una cosa. La función de la voluntad es un aspecto de la llamada vida de tendencia, o sea, de la aptitud general para reaccionar ante los estímulos externos o internos, pero se diferencia de las demás actividades propias de la vida de tendencia en que la voluntad involucra la representación intelectual del objeto y es deliberada, si bien obra a base de hábitos, instintos, etc.
Platón considera que las elecciones concretas de los hombres son responsabilidad de cada uno, es decir, dependen de la propia voluntad. Por su parte, Aristóteles distingue entre actos involuntarios (realizados por ignorancia o bajo una fuerza externa que nos mueve sin que lo queramos) y voluntarios (escogidos con conocimiento de causa y sin constricción exterior).
Arthur Schopenhauer, en su obra más importante, El mundo como voluntad y representación, entiende que la voluntad es la realidad última (la kantiana «cosa en sí») subyacente al mundo de la percepción sensible (intuición empírica).
Jean-Jacques Rousseau utiliza el concepto de voluntad general en El Contrato Social. Hasta entonces el bien común, interpretado por el gobernante, había sido la guía de actuación en cualquier sistema político. Incluso en la monarquía absoluta, la voluntad del rey era la ley, sólo sujeta al juicio de Dios. La voluntad general sigue siendo un concepto fundamental para entender la toma de decisiones en democracia.
En el antiguo Oriente, se creía que la Voluntad era la parte superior del Hombre.Esta parte practicada por el Hombre es lo que nos acerca más a Dios, por lo que alcanzar este grado de espiritualidad no es sencillo. Implica que tenemos que iniciarnos en el camino de la sabiduría o del autoconocimiento.Camino que es abrupto e intenso, muy difícil de transitar, ya que el hombre que alcance a practicar y desarrollar su Voluntad , tiene que convertirse en un ser digno para hacerse acreedor a tan alto atributo. Este es otro aspecto de la Voluntad, que al aplicarla nos debe conducir hacia lo positivo, a la luminosidad, a lo que sea bueno para nuestro espíritu.[cita requerida]

## La voluntad y el deber
En relación entre la voluntad y el deber, Kant propone un nivel: Si hablamos de la voluntad como algo absolutamente incondicionado (voluntad santa), entonces estaríamos ante algo que es absolutamente bueno en sí y que, por tanto, no tendría que actuar por deber para ser buena en sí. 2º) Lo que sucede es que, en la práctica, tal voluntad se encuentra situada en una realidad que está condicionada lo que lleva a tal voluntad a tener que superar obstáculos continuos. En este contexto, la voluntad es buena cuando actúa por deber. En definitiva, la voluntad santa, es decir, la voluntad que actuaría al margen de inclinaciones y tendencias individuales, no es buena en sí porque actúe por deber sino que OBRA POR DEBER PORQUE ES BUENA. Esa misma voluntad, situada en el mundo de las condiciones sensibles, podría decirse que ES BUENA CUANDO ACTÚA POR DEBER. Si se entiende esta diferencia, se comprende porque Kant afirma, por un lado, que una voluntad que obra por deber es buena y por otro, que una voluntad buena es la que obra por deber.

## Dinámica de la voluntad
La voluntad interviene cuando se realiza una serie de acciones para conseguir una meta, con representaciones en la mente sobre algo particular, puede ser un pensamiento abstracto, un elemento concreto, existente o incluso aparente, por alguna razón este pensamiento se vuelve valioso y es cuando se transforma en un fin que alcanzar, requiere un esfuerzo, consistencia, motivación y dedicación.[cita requerida]
Para mantener dirigido las acciones hacia el cumplimiento del objetivo.[cita requerida]

## Concepto jurídico de voluntad
La voluntad, en términos generales, es la intención humana, dotada de discernimiento, determinación y libertad, encaminada a realizar una acción que producirá efectos de carácter jurídico.
En los actos jurídicos unilaterales, se habla propiamente de “voluntad”, mientras que en los actos jurídicos bilaterales ésta toma el nombre de “consentimiento”, que es el acuerdo de las voluntades de dos o más personas dirigido a lograr un resultado jurídico.